# Nova Kachovka
Nova Kachovka (Oekraïens: Нова Каховка, Russisch: Новая Каховка) is een stad in de Oekraïense oblast Cherson, in vogelvlucht ongeveer 60 km ten noordoosten van de hoofdplaats Cherson. Bij de volkstelling van 2001 telde de stad 52.137 inwoners, waarmee het de tweede grootste stad in Oblast Cherson is.

## Geschiedenis
Nova Kachovka werd op 28 februari 1952 uitgeroepen tot officiële stad, op de plaats waar vanaf 1891 het dorp Kljoetsjeve (Russisch: Ключевое) werd gesticht. De stad was in de directe nabijheid van de dam van de waterkrachtcentrale van Kachovka (1950-1956), en werd gebouwd om de bouwvakkers van de fabriek te huisvesten. Sinds de oprichting heet de stad Nova Kachovka, oftewel "Nieuw Kachovka", om het te onderscheiden van de dichtbijgelegen stad Kachovka (c. 15 km).
In 2022 werd de stad tijdens de Russische invasie van Oekraïne sinds 2022 door Rusland bezet. Op 6 juni 2023 werd de dam opgeblazen waarna de stad overstroomde.

## Bevolking
Op 1 januari 2021 telde Nova Kachovka naar schatting 45.069 inwoners. Het aantal inwoners vertoont al meerdere jaren een dalende trend: in 1989, kort voor het uiteenvallen van de Sovjet-Unie, had de stad nog 56.549 inwoners.
| 1979   | 1989   | 2001   | 2007   | 2014   | 2021   |
| ------ | ------ | ------ | ------ | ------ | ------ |
| 52.325 | 56.549 | 52.137 | 49.518 | 47.638 | 45.069 |

In 2001 bestond de stad etnisch gezien vooral uit Oekraïners (37.473 personen of 71,2% van het totaal), gevolgd door 13.658 Russen (26%). Afgezien van de 499 Wit-Russen (0,9%) en de 151 Armeniërs (0,3%) waren er geen andere vermeldenswaardige minderheden.

## Geboren
- Natalja Pyhyda (1981), sprintster
- Joeliana Fedak (1983), tennisspeelster
- Anhelina Kalinina (1997), tennisspeelster